# Siboniso Gaxa
Siboniso Gaxa (Durban, 6 april 1984) is een Zuid-Afrikaanse voetballer die bij voorkeur als rechtsback speelt. Hij verruilde in 2012 Lierse SK voor Kaizer Chiefs. Gaxa debuteerde in 2005 in het Zuid-Afrikaans voetbalelftal.

## Carrière
In zijn jeugdjaren voetbalde hij bij het team van de Universiteit van Port Elizabeth, een team dat destijds gesponsord werd en een kweekschool was van het Deense FC Kopenhagen.  In 2002 tekende hij een contract bij Supersport United FC in de Zuid-Afrikaanse Premier Soccer League, waar hij 6 seizoenen lang zou spelen.  Daarna trok hij naar Mamelodi Sundowns FC, waar hij in 2010 door Lierse SK werd weggehaald.
Op 4 juni 2005 debuteerde Gaxa in het nationale team van Zuid-Afrika in een WK 2006-kwalificatiewedstrijd tegen Kaapverdië.  Hij maakte deel uit van de selectie die deelnam aan de Afrika Cup 2006, de FIFA Confederations Cup 2009 en het WK 2010

## Erelijst
- Zuid-Afrikaans liga-bekerwinnaar in 2004 met Supersport United FC
- Zuid-Afrikaans bekerwinnaar in 2005 met Supersport United FC
- Zuid-Afrikaans landskampioen in 2008 met Supersport United FC
- Zuid-Afrikaans landskampioen in 2013 met Kaizer Chiefs
- Zuid-Afrikaans liga-bekerwinnaar Telkom Knockout in 2013 met Kaizer Chiefs

## Statistieken
Club
| Seizoen                                         | Club                 | Competitie            | Wedst | Goals |
| ----------------------------------------------- | -------------------- | --------------------- | ----- | ----- |
| 2002/03                                         | Supersport United FC | Premier Soccer League | 6     | 0     |
| 2003/04                                         | Supersport United FC | Premier Soccer League | 17    | 0     |
| 2004/05                                         | Supersport United FC | Premier Soccer League | 25    | 0     |
| 2005/06                                         | Supersport United FC | Premier Soccer League | 27    | 2     |
| 2006/07                                         | Supersport United FC | Premier Soccer League | 28    | 0     |
| 2007/08                                         | Supersport United FC | Premier Soccer League | 28    | 2     |
| 2008/09                                         | Mamelodi Sundowns FC | Premier Soccer League | 26    | 1     |
| 2009/10                                         | Mamelodi Sundowns FC | Premier Soccer League | 19    | 0     |
| 2010/11                                         | Lierse SK            | Jupiler Pro League    | 19    | 0     |
| 2011/12                                         | Lierse SK            | Jupiler Pro League    | 33    | 0     |
| 2012/13                                         | Kaizer Chiefs        | Premier Soccer League | 27    | 1     |
| 2013/14                                         | Kaizer Chiefs        | Premier Soccer League | 34    | 0     |
| 2014/15                                         | Kaizer Chiefs        | Premier Soccer League | 36    | 0     |
| 2015/16                                         | Kaizer Chiefs        | Premier Soccer League | 18    | 1     |
| 2016/17                                         | Bidvest Wits FC      | Premier Soccer League | 6     | 0     |
| 2017/19                                         | Ajax Cape Town       | Premier Soccer League | 2     | 0     |
| Totaal                                          | Totaal               | Totaal                | 317   | 6     |
| Tabel voor het laatst bijgewerkt op 09-11-2014. |                      |                       |       |       |

Nationaal elftal van Zuid-Afrika
| Jaar                              | Wedst | Goals |
| --------------------------------- | ----- | ----- |
| 2005                              | 5     | 0     |
| 2006                              | 4     | 0     |
| 2008                              | 6     | 0     |
| 2009                              | 16    | 0     |
| 2010                              | 11    | 0     |
| Totaal                            | 42    | 0     |
| laatst bijgewerkt op 31 aug 2010. |       |       |